# Enez
Enez (bulgarisch Енос Enos, altgriechisch Αἴνος Ainos [auch Apsinthos], lateinisch Aenus) ist eine türkische Stadt in Ostthrakien am südöstlichen Ufer des Evros (türkisch Meriç) in der Provinz Edirne und zugleich der Name des Landkreises (İlçe). Die Stadt beherbergt knapp 40 Prozent der Landkreisbevölkerung.
Der Landkreis wurde 1953 gebildet und liegt im Südwesten der Provinz. Er grenzt im Norden an den Kreis İpsala, im Osten an den Kreis Keşan. Im Nordwesten hat der Kreis eine Grenze zu Griechenland. Neben der Kreisstadt besteht der Landkreis aus 19 Dörfern mit durchschnittlich 341 Bewohnern. Sultaniçe ist mit 1003 Einwohnern sowohl das bevölkerungsreichste als auch das einzige Dorf mit mehr als 1000 Einwohnern.
Ende 2020 lag Enez mit 10.667 Einwohnern auf dem 7. Platz der bevölkerungsreichsten Landkreise in der Provinz Edirne. Die Bevölkerungsdichte liegt mit 23 Einwohnern je Quadratkilometer unter dem Provinzdurchschnitt (66 Einwohner je km²).

## Geschichte

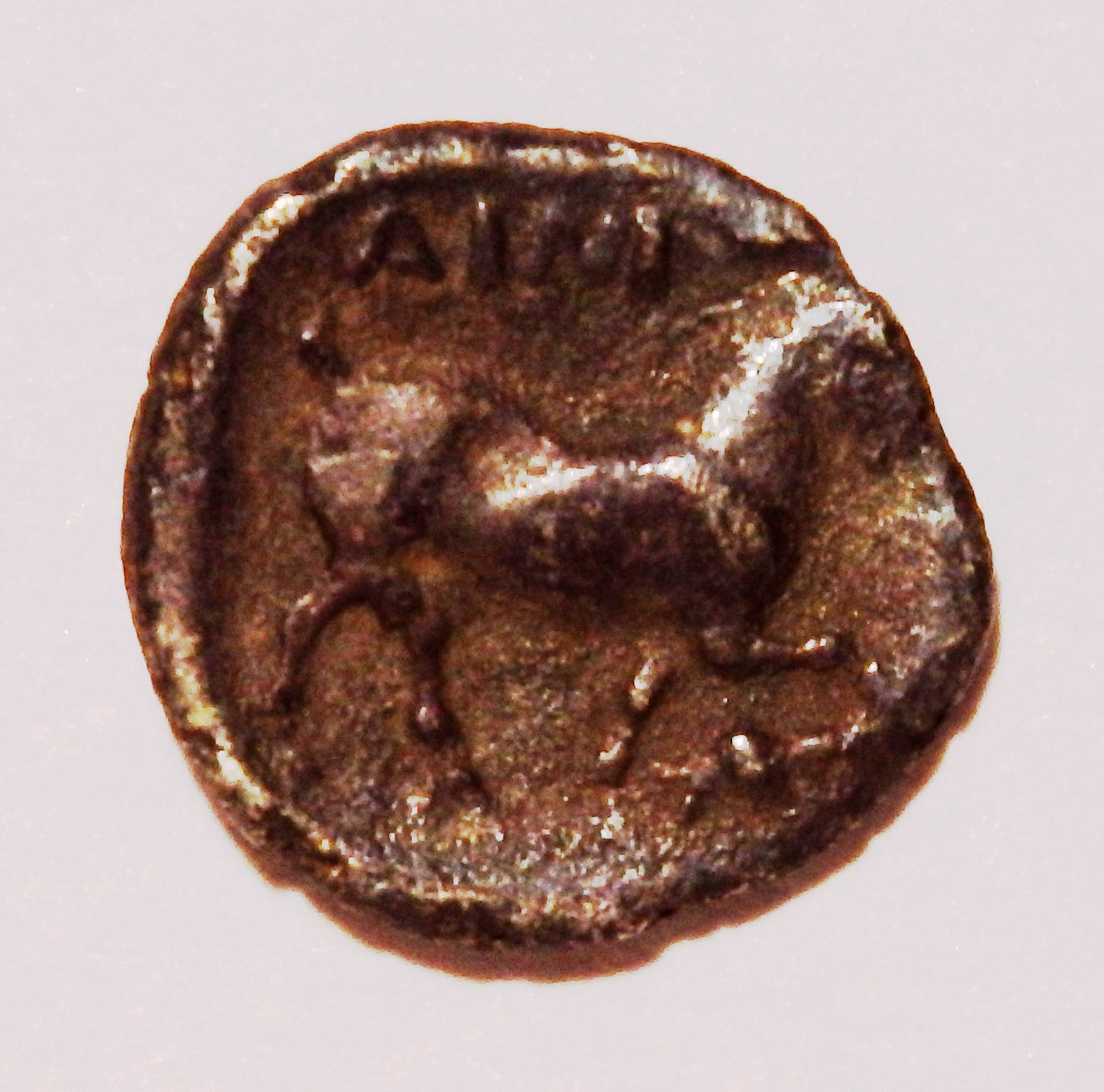
Diobol aus Ainos, Stadtname über Ziege, ca. 435–405 v. Chr. geprägt

In der Antike hieß der Ort Ainos und war eine Hafenstadt in Ostthrakien am Ostufer des Evros.
Ainos lag zwar in Thrakien, war aber eine griechische Polis und wird bereits bei Homer (Ilias 4, 520) und bei Herodot (Historien 4,90) erwähnt. Der Ort wurde als eine aiolische Apoikie von Mytilene und Kyme im frühen 7. Jahrhundert v. Chr. gegründet; der angeblich thrakische Name Poltymbria (Strabon 7, 7, 1) ist eine spätere Fiktion. Die Stadt wurde durch Handel und Landwirtschaft wohlhabend und zahlte als Mitglied des Attisch-delischen Seebundes hohe Abgaben. Ainos kämpfte im Peloponnesischen Krieg auf der Seite Athens und wurde 375 v. Chr. Mitglied im Zweiten Attischen Seebund. Von 341 bis 185 v. Chr. gehörte Ainos zum Reich der Attaliden von Pergamon, die Ainos mit ihrem ganzen Reich 133 v. Chr. den Römern vererbten.
In der Spätantike war der Ort Bischofssitz und Hauptstadt der kleinen Provinz Rhodope. Prokop (De Aedificiis 4, 11, 1–5) berichtet, dass Kaiser Justinian I. die Mauern der Stadt zu einer Festung ausbauen ließ.
An Stelle der antiken Akropolis steht eine mittelalterliche Burg der genuesischen Familie der Gattilusio, die die Stadt von 1376 bis zur Besetzung durch den osmanischen Sultan Mehmed II. im Jahr 1456 als Genueser Kolonie beherrschte.
Nach dem Ersten Balkankrieg war die Stadt zunächst als Grenze zu Bulgarien vorgesehen (Londoner Vertrag (1913)), was wenige Monate später nach dem Zweiten Balkankrieg zu türkischen Gunsten korrigiert wurde (Friede von Bukarest (1913)).